# Château de Thornbury
Le château de Thornbury est un château Tudor situé à Thornbury, dans le Gloucestershire, en Angleterre, situé à côté de l'église paroissiale de St Mary, fondée à l'époque normande. Il s'agit d'un bâtiment classé de catégorie I, qui est exploité comme hôtel.

## Histoire

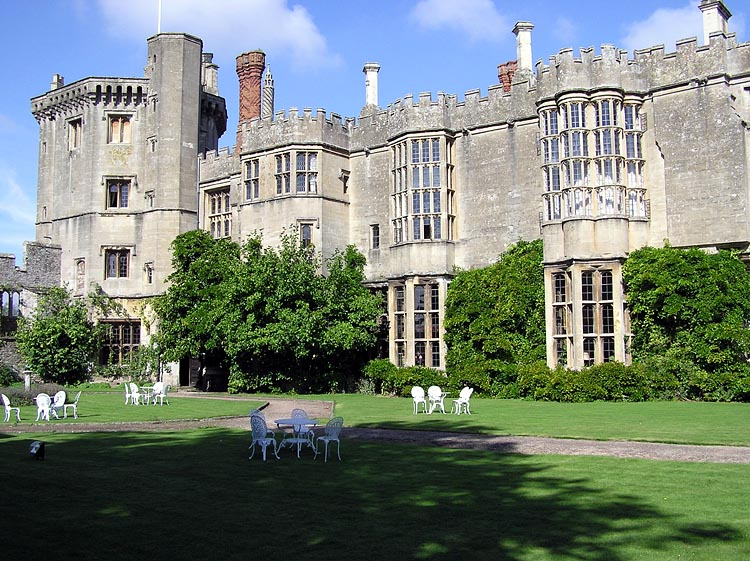
Château de Thornbury, façade ouest

Le site est occupé par un manoir en 930 ; Jasper Tudor, duc de Bedford et comte de Pembroke, meurt au manoir en 1495. Une partie des plans originaux d'une très grande résidence étaient « bien avancés », avec une licence de crénelage accordée en 1508. La construction commence en 1511 comme résidence supplémentaire pour Edward Stafford, 3e duc de Buckingham (1478-1521), du château de Stafford dans le Staffordshire. Il ne s'agit pas d'une véritable forteresse militaire, mais plutôt d'un des premiers exemples de maison de campagne Tudor, avec des attributs défensifs minimes. Comme au palais de Richmond dans le Surrey, les principales façades de cours encadrées de Thornbury, dont la façade d'entrée symétrique, avec une guérite centrale et des tours d'angle octogonales, subsiste, ainsi que deux façades latérales moins régulières avec de nombreux éléments et tours en saillie irrégulières. Le  3e duc de Buckingham est décapité pour trahison en 1521, sur ordre du roi Henri VIII
Après la mort du 3e duc, Thornbury est confisqué par le roi Henri VIII, qui y reste dix jours en août 1535 avec la reine Anne Boleyn. En 1554, la reine Mary, qui a visité Thornbury en 1525, concède le château et le manoir à Henry Stafford, 1er baron Stafford. Après la guerre civile, le château tombe en ruine, mais est rénové en 1824 par la famille Howard.

## Aujourd'hui
Le château est aujourd'hui un hôtel-restaurant de luxe de 26 chambres et un lieu pour les mariages. Entre 1966 et 1986, le château est considéré comme l'un des meilleurs restaurants du Royaume-Uni avec Kenneth Bell, Nigel Slater et le juge de MasterChef New Zealand, Simon Gault au début de leur carrière.

## Galerie
|  |  |  |